# Фаша (Латина)
Фаша (итал. Fascia) је насеље у Италији у округу Латина, региону Лацио.
Према процени из 2011. у насељу је живело 28 становника. Насеље се налази на надморској висини од 19 м.